# Karaimskoje słowo
Karaimskoje Słowo (ros. Караимское cлово) – miesięcznik społeczny i historyczno-literacki Karaimów zamieszkujących zachodnie prowincje Rosji (głównie Wilno i Troki). Wydawany w Wilnie od lipca 1913 do czerwca 1914 w języku rosyjskim. Redaktorem-wydawcą był A. Szpakowski, redaktorem Owadia Pilecki. W pierwszym numerze redakcja zaznaczała, że tytuł służyć miał „rozwojowi i podnoszeniu świadomości narodowej”. Pismo adresowane było do wszystkich skupisk ludności karaimskiej w ówczesnej Rosji.
Ukazało się ogółem 12 numerów czasopisma: 6 numerów w 1913 (w tym 2 podwójne) oraz 6 numerów w 1914 (wszystkie jako podwójne). Miesięcznik „Karaimskoje Słowo” stanowił kontynuację wydawanego wcześniej w Moskwie pisma „Karaimskaja Żyzń”. Czasopismo zawierało materiały publicystyczne, felietony, fragmenty prozy i poezji autorów karaimskich oraz m.in. kronikę wydarzeń z różnych gmin Karaimów w Rosji. Znaczna część tekstów nie była sygnowana bądź też została podpisana pseudonimami, co utrudnia ustalenia autorstwa. Wśród autorów znajdowali się m.in. Tobiasz Lewi-Babowicz, Aron Katyk, Ksenia Abkowicz, Mojżesz Pilecki, Feliks Malecki, Borys Kokenaj, Abraham Szyszman, Mojżesz Firkowicz. Publikacja została przerwana z powodu wybuchu I wojny światowej.